# Теорема про заборону комунікації
Теорема про заборону комунікації — no-go-теорема в теорії квантової інформації, яка стверджує, що при вимірюванні квантових сплутаних станів спостерігач, вимірюючи підсистему спільного стану, не може передати інформацію іншому спостерігачу. Теорема має важливе значення, тому що заплутування квантових станів може встановити такі кореляції, що здавалося б можлива миттєва комунікація. Теорема про заборону комунікації визначає умови, за яких це неможливо. Її результати можна застосувати до так званих парадоксів квантової механіки, таких як парадокс ЕПР чи до порушення локального реалізму в дослідах і перевірки теореми Белла. Теорема про заборону комунікації показує, що в цих дослідах, порушення локального реалізму не має наслідком того, що можна було б назвати «страхопудним зв'язком на відстані» (за аналогією зі «страхопудною далекодією» Ейнштейна).

## Неформальний огляд
Теорема про заборону комунікації стверджує, що  в рамках квантової механіки неможливо передати класичні біти інформації за допомогою ретельно підготовлених змішаних або чистих станів, незалежно від того, чи є вони сплутаними. Теорема забороняє передачу через спільні квантові стани будь-якої інфомації, а не тільки передачу інформації швидше ніж швидкість світла.
Основним припущенням, на якому тримається теорема, є справедливість законів квантової механіки. Аналогічні теореми можуть бути або не бути справедливими в рамках інших теорій, таких як теорії прихованих параметрів. Теорема про заборону комунікації не накладає обмежень на такі теорії.
Припускається, що в початковому стані квантовомеханічна система перебуває в чистому або змішаному стані в гільбертовому просторі H.  Система далі еволюціонує так, що з часом її можна розбити на дві просторово розділені частини A та B, де її спостерігають Аліса і Боб, яким дозволено виконувати вимірювання над частиною спільної системи.  Постає питання: чи може Аліса зробити що-небудь таке, що його міг би зареєструвати Боб? І теорема відповідає: «Ні».
Важливим припущенням теореми є те, що ні Алісі, ні Бобу не дозволено жодним чином впливати на приготування початкового стану. Якщо Алісі було б дозволено приготувати початковий стан, то вона могла б з легкістю закласти в нього повідомлення, тож як Алісі, так і Бобу такі дії заборонені. Теорема не вимагає того, щоб початковий стан був якимось конкретним: випадковим, збалансованим чи однорідним: третій учасник експерименту може легко закодувати в підготовлений стан будь-яке послання, і Боб та Аліса його приймуть. Теорема просто стверджує, що як би не був підготовлений початковий стан, Аліса не може зробити з ним нічого такого, що міг би зареєструвати Боб.
Далі в доказі визначається як розбити загальний гільбертів простір H на дві частини  HA та HB, які описують підпростори, доступні Алісі й Бобу. Вважається, що загальний стан системи описується матрицею густини σ. Це розумне припущення, оскільки матриця густини може описувати як чисті так і змішані квантовомеханічної стани. Іншим важливим припущенням теореми є те, що вимірювання виконуються застосуванням узагальненого проективного оператора P до стану  σ. Знову ж, це розумно, оскільки оператор проєкції дає правильний математичний опис квантовомеханічних вимірювань. Вимірювання Аліси призводить до колапсу загального стану системи до стану  P(σ).
Мета теореми — доказати, що Боб жодним чином не може відрізнити стан, який був перед вимірюванням, від стану P(σ), що утворився після вимірювання.  Математично це здійснюється порівнянням сліду стану σ зі слідом стану P(σ) на підпросторі HA. Оскільки слід береться тільки по підпростору, його називають частковим слідом. Ключовим на цьому кроці є припущення, що частковий слід адекватно відображає точку зору Боба. Тобто все, до чого Боб має  або матиме коли-небудь доступ, що він може виміряти чи детектувати повністю описується частковим слідом по підпростору HA системи σ.  Знову ж, ще розумне припущення, бо воно є частиною стандартної квантової механіки. Той факт, що цей слід не змінюється після вимірювань Аліси, дозволяє зробити висновок про неможливість комунікації.

## Формулювання
Доведення теореми зазвичай ілюструють в умовах перевірки теореми Белла. Двоє спостерігачів Аліса та Боб виконують локальні вимірювання над спільною для них системою двох частинок. Теорема використовує статистичний апарат квантової механіки: матрицю густини й квантові оператори.
Аліса та Боб виконують вимірювання над системою S, гільбертів простір якої визначений як
{\displaystyle H=H_{A}\otimes H_{B}.}
Щоб уникнути проблем із розбіжностями, припускається, що всі розмірності скінченні. Стан спільної системи задається оператором густини на H.  Будь-який оператор густини  σ на H має вигляд:
{\displaystyle \sigma =\sum _{i}T_{i}\otimes S_{i}}
де Ti та  Si є операторами на HA та HB. Для доведення не обов'язково, щоб  Ti та  Si були б проективними операторами стану: тобто їм не обов'язково буди невід'ємними чи мати одиничний слід. Так σ може бути визначена дещо ширше, ніж матриця густини, теорема залишатиметься справедливою. Для сепарабельних станів теорема взагалі тривіальна. Якщо спільний стан  σ сепарабельний, зрозуміло, що будь-яка локальна дія Аліси не вплине на систему Боба. Сенс теореми в тому, щоб доказати відсутність можливості комунікації у випадку спільного заплутаного стану.
Аліса виконує локальні вимірювання на своїй підсистемі. У загальному випадку це описується квантовою операцією над станом системи на кшталт
{\displaystyle P(\sigma )=\sum _{k}(V_{k}\otimes I_{H_{B}})^{*}\ \sigma \ (V_{k}\otimes I_{H_{B}}),}
де Vk називають матрицями Крауса. Вони задовольняють умові
{\displaystyle \sum _{k}V_{k}V_{k}^{*}=I_{H_{A}}.}
Член
{\displaystyle I_{H_{B}}}
у виразі
{\displaystyle (V_{k}\otimes I_{H_{B}})}
означає, що вимірювання приладу Аліси не впливають на підсистему Боба.
Припускаючи, що спільна система приготовлення в стані σ, та розглядаючи нерелятивістський випадок, одразу ж (без часової затримки) після Алісиного вимірювання, відносний стан Бобової підсистеми задається частковим слідом загального стану щодо Алісиної підсистеми. Математично, відносний стан Бобової підсистеми після Алісиної дії записується
{\displaystyle \operatorname {tr} _{H_{A}}(P(\sigma ))}
де {\displaystyle \operatorname {tr} _{H_{A}}} є частковим слідовим відображенням щодо Алісиної підсистеми.
Цей стан можна вирахувати безпосередньо:
{\displaystyle \operatorname {tr} _{H_{A}}(P(\sigma ))=\operatorname {tr} _{H_{A}}\left(\sum _{k}(V_{k}\otimes I_{H_{B}})^{*}\sigma (V_{k}\otimes I_{H_{B}})\right)=\operatorname {tr} _{H_{A}}\left(\sum _{k}\sum _{i}V_{k}^{*}T_{i}V_{k}\otimes S_{i}\right)}
{\displaystyle =\sum _{i}\sum _{k}\operatorname {tr} (V_{k}^{*}T_{i}V_{k})S_{i}=\sum _{i}\sum _{k}\operatorname {tr} (T_{i}V_{k}V_{k}^{*})S_{i}}
{\displaystyle =\sum _{i}\operatorname {tr} \left(T_{i}\sum _{k}V_{k}V_{k}^{*}\right)S_{i}=\sum _{i}\operatorname {tr} (T_{i})S_{i}}
{\displaystyle =\operatorname {tr} _{H_{A}}(\sigma ).}
Виходячи з цього, можна стверджувати, що статистично Боб не може визначити, що зробила Аліса, і чи робила вона що-небудь взагалі.

## Зауваження
- Якщо оператору густини {\displaystyle P(\sigma )} дозволено еволювати під дією нелогальної взаємодії між підсистемами  A та B, тоді загалом доведення теореми стає несправедливим, якщо лише не припустити певні комутаційні співвідношення[3].
- Теорема про заборону комунікації стверджує, що для передачі інформації простого заплутування недостатньо. Це можна порівняти з теоремою про заборону телепортації, яка стверджує, що класичним інформаційним каналом неможливо передати квантову інформацію. (Під передачею розуміється повністю достовірний обмін). Проте схеми квантової телепортації використовують обидва ресурси з метою досягнення того, що неможливо для кожного зокрема.
- Теорема про заборону комунікації неявно використовує теорему про заборону клонування, що стверджує неможливість копіювання (досконалого) квантових станів. Тобто, клонування було б достатньою умовою для передачі класичної інформації.  Щоб це зрозуміти, припустимо, що квантовий стан можна клонувати. Нехай частину максимально заплутаного стану в досліді Белла передано Алісі та Бобу. Аліса може переслати свої біти Бобу так: якщо вона бажає передати «0», вона вимірює спін електрона в напрямку  z, змушуючи Бобів стан колапсувати або до {\displaystyle |z+\rangle _{B}} або  {\displaystyle |z-\rangle _{B}}. Для передачі  "1" Аліса не робить зі своїм кубітом нічого. Боб створює багато копій свого електронного стану й вимірює спін кожної копії в напрямку  z. Він знає, якщо Аліса передала  "0", усі його вимірювання даватимуть однаковий результат, у іншому випадку  {\displaystyle |z+\rangle _{B}} та {\displaystyle |z-\rangle _{B}} матимуть однакову ймовірність. Так Аліса й Боб могли б обмінюватися інформацією (можливо навіть при простороподібному інтервалі між собою, порушуючи принцип причинності.
- Описаний тут варіант теореми про заборону комунікації робить припущення, що спільна для Аліси та Боба квантова система є композитною, тобто спільний гільбертів простір є тензорним добутком, перший множник якого відповідає частині системи, з якою може взаємодіяти Аліса, а другий — частині системи, з якою може взаємодіяти Боб. У квантовій теорії поля це припущення можна замінити припущенням, що Аліса та Боб розділені простороподібним інтервалом[4]. Ця альтернативна версія теореми про заборону комунікації доказує, що спілкування з надсвітловою швидкістю неможливе для систем, для яких справедливі правила квантової теорії поля.
- Доведення теореми про заборону комунікації робить припущення, що усі вимірні властивості Бобової системи можна обчислити з його зведеної матриці густини.  Це припущення справедливе, якщо виконується правило Борна обчислення ймовірності отримати певний результат вимірювання. Однак, змінюючи правило Борна можна в загальному випадку побудувати теорії, у яких зведена матриця густини не містить інформації про всі фізично вимірні властивості, а тому в рамках таких теорії надсвітлове спілкування можливе[5].

## Виноски
1. ↑  S. Popescu, D. Rohrlich (1997) "Causality and Nonlocality as Axioms for Quantum Mechanics", Proceedings of the Symposium on Causality and Locality in Modern Physics and Astronomy (York University, Toronto, 1997).
2. ↑  Peres, A. and Terno, D. (2004). Quantum Information and Relativity Theory. Rev. Mod. Phys. 76: 93—123. arXiv:quant-ph/0212023. Bibcode:2004RvMP...76...93P. doi:10.1103/RevModPhys.76.93.
3. ↑  Peacock, K.A.; Hepburn, B. (1999). Begging the Signaling Question: Quantum Signaling and the Dynamics of Multiparticle Systems. Proceedings of the Meeting of the Society of Exact Philosophy. Архів оригіналу за 8 жовтня 2016. Процитовано 8 вересня 2017.
4. ↑  Eberhard, Phillippe H.; Ross, Ronald R. (1989), Quantum field theory cannot provide faster than light communication, Foundations of Physics Letters, 2 (2)
5. ↑  Zurek, Wojciech Hubert. "Environment - Assisted Invariance, Causality, and Probabilities in Quantum Physics." http://arxiv.org/abs/quant-ph/0211037 [Архівовано 17 серпня 2016 у Wayback Machine.]

- Hall, M.J.W. Imprecise measurements and non-locality in quantum mechanics, Phys. Lett. A (1987) 89-91
- Ghirardi, G.C.(інші мови) et al. Experiments of the EPR Type Involving CP-Violation Do not Allow Faster-than-Light Communication between Distant Observers, Europhys. Lett. 6 (1988) 95-100
- Florig, M. and Summers, S. J. On the statistical independence of algebras of observables, J. Math. Phys. 38 (1997) 1318- 1328